# Ronald Fangen

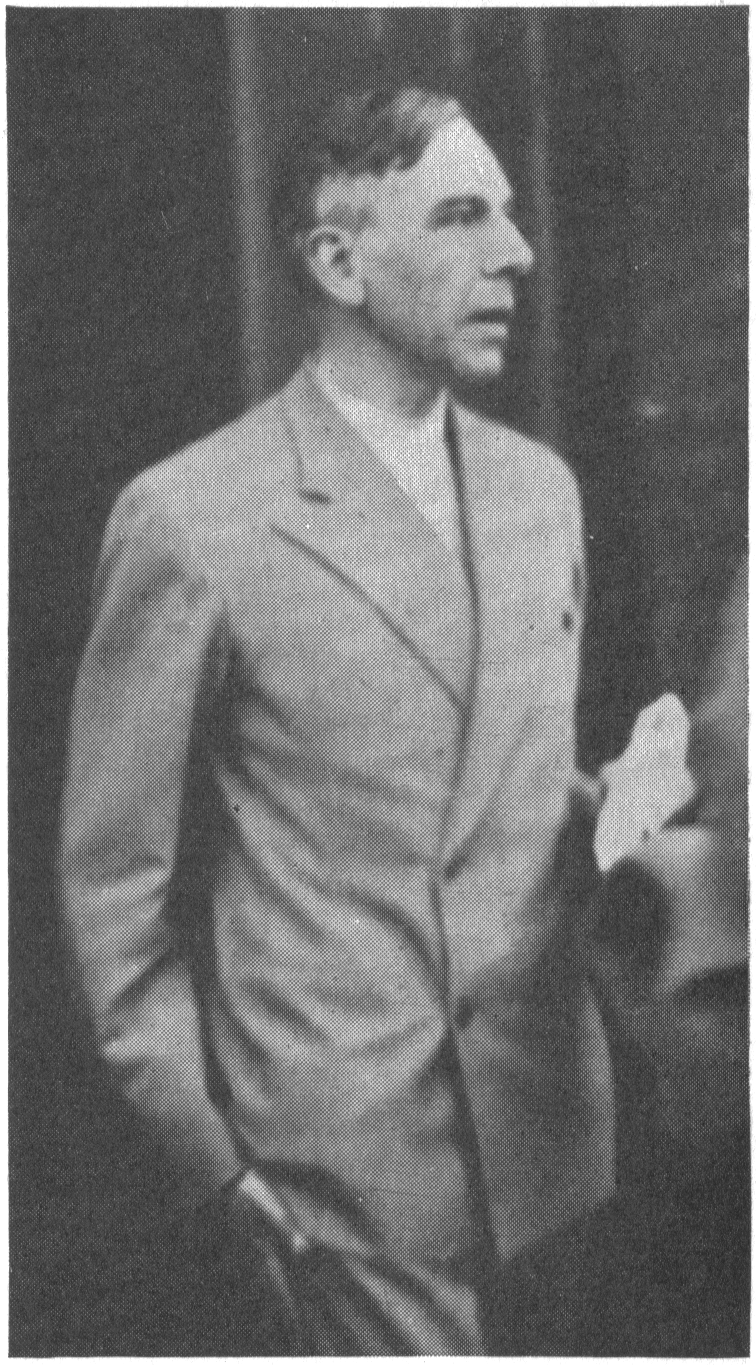
Ronald Fangen saliendo del hospital Ullevål, donde fue retenido por los nazis (1946).

Ronald Fangen (29 de abril de 1895 – 22 de mayo de 1946) fue un periodista, ensayista, crítico literario, novelista y salmista noruego.

## Biografía
Fangen nació en Kragerø, provincia de Telemark, al sur de Noruega, hijo del ingeniero Stener August Fangen (n. 1858) y de Alice Maud Lister (n. 1864); era el menor de seis hermanos. Fue periodista en el diario Verdens Gang desde 1913. Su estreno literario tuvo lugar en 1915 con la novela De svake ("Los débiles"). Fangen se hizo miembro del Grupo Oxford en 1934 y publicó varios artículos religiosos durante sus últimos años de vida. }
En octubre de 1934, Fangen participó en una celebración del Grupo Oxford, invitado por el entonces presidente del parlamento noruego, Carl Hambro, figura clave de la Sociedad de Naciones. Hambro invitó a 120 de sus amigos para que conocieran a Buchman y a otros treinta compañeros en el Hotel Tourist de Høsbjør. Garth Lean, el biógrafo de Buchman, comenta: «Fangen, el novelista, trajo dos botellas de whisky y una caja de libros, esperando aburrirse. No encontró tiempo para abrir ninguno de ellos. Su cambio fue inmediatamente palpable y bien recordado. El poeta lírico Alt Larsen, incluso veinte años después, habló de la “ingenuidad desesperada” de la filosofía del Grupo en comparación con su propia antroposofía. Había, sin embargo, transformado completamente a Fangen, quien antes de eso, en su opinión, había sido el hombre más desagradable de Noruega». Fangen recibió el legado Gyldendal en 1940.
Fangen fue el primer escritor noruego en ser arrestado por los invasores nazis en Noruega, en noviembre de 1940, debido a un ensayo publicado en Kirke og Kultur (lit. Iglesia y cultura). Fangen jugó un papel importante en la fundación del periódico Vårt Land (lit. Nuestro país), planificado y fundado clandestinamente en 1944, pero cuya primera publicación tuvo lugar recién en agosto de 1945.
Fangen falleció prematuramente en 1946 en un accidente de aviación. Entre los biógrafos que han escrito sobre la vida y obra de Fangen se encuentran Carl Fredrik Engelstad, Egil Yngvar Elseth, Reidar Huseby y Jan Inge Sørbø.

## Obra
- De svake (1915; novela, "Los débiles")[6]
- Slægt føder slægt (1916; novela)[6]
- Streiftog i digtning og tænkning (1919; ensayos)[6]
- Syndefald (1920; obra)[6]
- Fienden (1922; obra)[6]
- Duel (1932; novela)[6]
- Dagen og veien (1934; ensayos)[6]
- "Ambos son mis primos" (Sin fecha)[6]
- "Welterneuerung, aber wie? Meine Begegnung mit der Oxford – Gruppenbewegung" (1936, ensayo, "Renovar el mundo, ¿pero cómo?")[6]
- "Une révolution dans la chrétienté" (1937, ensayo, "Una revolución en el cristianismo")[6]
- "Dass Sie ALLE EINES seien Die Ökumenische Botschaft der Gruppenbewegung" (1938, ensayo)[6]
- Borgerfesten (1939; novela)[6]
- En lysets engel (1945; novela)[6]
- I nazistenes fengsel (1975; notas desde la prisión, póstumo)[6]